# Страхиња Ераковић
Страхиња Ераковић (Батајница, 22. јануара 2001) српски је фудбалер који тренутно наступа за ФК Зенит Санкт Петербург.

## Статистика

### Клупска
Ажурирано 29. маја 2023.
|                      |          |                  |     |   |   |   |    |   |   |   |     |   |  |  |
| Црвена звезда        | 2017/18. | Суперлига Србије | 0   | 0 | 0 | 0 | 0  | 0 | — | — | 0   | 0 |  |  |
| Црвена звезда        | 2018/19. | Суперлига Србије | 0   | 0 | 0 | 0 | 0  | 0 | — | — | 0   | 0 |  |  |
|                      |          |                  |     |   |   |   |    |   |   |   |     |   |  |  |
| Графичар (позајмица) | 2019/20. | Прва лига Србије | 21  | 2 | — | — | —  | — | — | — | 21  | 2 |  |  |
|                      |          |                  |     |   |   |   |    |   |   |   |     |   |  |  |
| Црвена звезда        | 2020/21. | Суперлига Србије | 13  | 0 | 2 | 0 | 4  | 0 | — | — | 19  | 0 |  |  |
| Црвена звезда        | 2021/22. | Суперлига Србије | 33  | 0 | 2 | 0 | 6  | 0 | — | — | 41  | 0 |  |  |
| Црвена звезда        | 2022/23. | Суперлига Србије | 33  | 0 | 4 | 0 | 10 | 0 | — | — | 47  | 0 |  |  |
| Црвена звезда        | Укупно   | Укупно           | 79  | 0 | 8 | 0 | 20 | 0 | — | — | 107 | 0 |  |  |
|                      |          |                  |     |   |   |   |    |   |   |   |     |   |  |  |
| Каријера             | Каријера | Каријера         | 100 | 2 | 8 | 0 | 20 | 0 | — | — | 128 | 2 |  |  |
|                      |          |                  |     |   |   |   |    |   |   |   |     |   |  |  |

### Утакмице у дресу репрезентације
| Репрезентација Србије у узрасту до 15 година старости | Репрезентација Србије у узрасту до 15 година старости | Репрезентација Србије у узрасту до 15 година старости | Репрезентација Србије у узрасту до 15 година старости | Репрезентација Србије у узрасту до 15 година старости | Репрезентација Србије у узрасту до 15 година старости | Репрезентација Србије у узрасту до 15 година старости | Репрезентација Србије у узрасту до 15 година старости | Репрезентација Србије у узрасту до 15 година старости | Репрезентација Србије у узрасту до 15 година старости |
| #                                                     | Датум                                                 | Такмичење                                             | Локација                                              | Домаћин                                               | Резултат                                              | Гост                                                  | Гол                                                   | Реф.                                                  |                                                       |
| ----------------------------------------------------- | ----------------------------------------------------- | ----------------------------------------------------- | ----------------------------------------------------- | ----------------------------------------------------- | ----------------------------------------------------- | ----------------------------------------------------- | ----------------------------------------------------- | ----------------------------------------------------- | ----------------------------------------------------- |
| 1.                                                    | 8. април 2016.                                        | Пријатељска утакмица                                  | Стадион Aхилесa у Веену                               | Холандија                                             | 2 : 1                                                 | Србија                                                |                                                       | [ 17 ]                                                |                                                       |
| 2.                                                    | 9. април 2016.                                        | Пријатељска утакмица                                  | Стадион Aхилесa у Веену                               | Холандија                                             | 1 : 0                                                 | Србија                                                |                                                       | [ 18 ]                                                |                                                       |
| 3.                                                    | 18. мај 2016.                                         | Пријатељска утакмица                                  | Градски стадион, Бановићи                             | Босна и Херцеговина                                   | 0 : 1                                                 | Србија                                                |                                                       | [ 19 ]                                                |                                                       |
| 3                                                     | Укупан број утакмица и постигнутих погодака           | Укупан број утакмица и постигнутих погодака           | Укупан број утакмица и постигнутих погодака           | Укупан број утакмица и постигнутих погодака           | Укупан број утакмица и постигнутих погодака           | Укупан број утакмица и постигнутих погодака           |                                                       |                                                       |                                                       |

| Репрезентација Србије у узрасту до 16 година старости | Репрезентација Србије у узрасту до 16 година старости | Репрезентација Србије у узрасту до 16 година старости | Репрезентација Србије у узрасту до 16 година старости | Репрезентација Србије у узрасту до 16 година старости | Репрезентација Србије у узрасту до 16 година старости | Репрезентација Србије у узрасту до 16 година старости | Репрезентација Србије у узрасту до 16 година старости | Репрезентација Србије у узрасту до 16 година старости | Репрезентација Србије у узрасту до 16 година старости |
| #                                                     | Датум                                                 | Такмичење                                             | Локација                                              | Домаћин                                               | Резултат                                              | Гост                                                  | Гол                                                   | Реф.                                                  |                                                       |
| ----------------------------------------------------- | ----------------------------------------------------- | ----------------------------------------------------- | ----------------------------------------------------- | ----------------------------------------------------- | ----------------------------------------------------- | ----------------------------------------------------- | ----------------------------------------------------- | ----------------------------------------------------- | ----------------------------------------------------- |
| 1.                                                    | 23. август 2016.                                      | Пријатељска утакмица                                  |                                                       | Словачка                                              | 0 : 1                                                 | Србија                                                |                                                       | [ 20 ]                                                |                                                       |
| 2.                                                    | 25. август 2016.                                      | Пријатељска утакмица                                  | Стадион Сенеца, Вељки Бјел                            | Словачка                                              | 0 : 1                                                 | Србија                                                |                                                       | [ 21 ]                                                |                                                       |
| 3.                                                    | 18. октобар 2016.                                     | Пријатељска утакмица                                  | Стадион у Хоту                                        | Чешка                                                 | 0 : 1                                                 | Србија                                                |                                                       | [ 22 ]                                                |                                                       |
| 4.                                                    | 20. октобар 2016.                                     | Пријатељска утакмица                                  | Стадион Брозани                                       | Чешка                                                 | 1 : 0                                                 | Србија                                                |                                                       | [ 23 ]                                                |                                                       |
| 5.                                                    | 26. фебруар 2017.                                     | Пријатељска утакмица                                  | Стадион Доња Сутвара, Радановићи                      | Црна Гора                                             | 0 : 1                                                 | Србија                                                |                                                       | [ 24 ]                                                |                                                       |
| 6.                                                    | 2. април 2017.                                        | Развојни турнир УЕФА                                  | Градски стадион, Албена                               | Србија                                                | 2 : 1                                                 | Белорусија                                            |                                                       | [ 25 ]                                                |                                                       |
| 7.                                                    | 4. април 2017.                                        | Развојни турнир УЕФА                                  | Градски стадион, Албена                               | Бугарска                                              | 1 : 3                                                 | Србија                                                |                                                       | [ 26 ]                                                |                                                       |
| 8.                                                    | 6. април 2017.                                        | Развојни турнир УЕФА                                  | Градски стадион, Албена                               | Србија                                                | 2 : 0                                                 | Естонија                                              |                                                       | [ 27 ]                                                |                                                       |
| 9.                                                    | 7. јун 2017.                                          | Пријатељска утакмица                                  | Стадион у Горњој Вароши, Земун                        | Србија                                                | 3 : 0                                                 | Италија                                               | Гол                                                   | [ 28 ]                                                |                                                       |
| 9                                                     | Укупан број утакмица и постигнутих погодака           | Укупан број утакмица и постигнутих погодака           | Укупан број утакмица и постигнутих погодака           | Укупан број утакмица и постигнутих погодака           | Укупан број утакмица и постигнутих погодака           | Укупан број утакмица и постигнутих погодака           | 1                                                     |                                                       |                                                       |

| Репрезентација Србије у узрасту до 17 година старости | Репрезентација Србије у узрасту до 17 година старости | Репрезентација Србије у узрасту до 17 година старости | Репрезентација Србије у узрасту до 17 година старости | Репрезентација Србије у узрасту до 17 година старости | Репрезентација Србије у узрасту до 17 година старости | Репрезентација Србије у узрасту до 17 година старости | Репрезентација Србије у узрасту до 17 година старости | Репрезентација Србије у узрасту до 17 година старости | Репрезентација Србије у узрасту до 17 година старости |
| #                                                     | Датум                                                 | Такмичење                                             | Локација                                              | Домаћин                                               | Резултат                                              | Гост                                                  | Гол                                                   | Реф.                                                  |                                                       |
| ----------------------------------------------------- | ----------------------------------------------------- | ----------------------------------------------------- | ----------------------------------------------------- | ----------------------------------------------------- | ----------------------------------------------------- | ----------------------------------------------------- | ----------------------------------------------------- | ----------------------------------------------------- | ----------------------------------------------------- |
| 1.                                                    | 12. септембар 2017.                                   | Пријатељска утакмица                                  | Кућа фудбала, Стара Пазова                            | Србија                                                | 4 : 0                                                 | Јерменија                                             |                                                       | [ 29 ]                                                |                                                       |
| 2.                                                    | 14. септембар 2017.                                   | Пријатељска утакмица                                  | Кућа фудбала, Стара Пазова                            | Србија                                                | 5 : 0                                                 | Јерменија                                             | Гол                                                   | [ 30 ]                                                |                                                       |
| 3.                                                    | 18. октобар 2017.                                     | Квалификације за Европско првенство                   | Кућа фудбала, Стара Пазова                            | Србија                                                | 7 : 0                                                 | Гибралтар                                             |                                                       | [ 31 ]                                                |                                                       |
| 4.                                                    | 21. октобар 2017.                                     | Квалификације за Европско првенство                   | Кућа фудбала, Стара Пазова                            | Србија                                                | 2 : 1                                                 | Норвешка                                              |                                                       | [ 32 ]                                                |                                                       |
| 5.                                                    | 20. фебруар 2018.                                     | Пријатељска утакмица                                  | Кућа фудбала, Стара Пазова                            | Србија                                                | 2 : 0                                                 | Хрватска                                              |                                                       | [ 33 ]                                                |                                                       |
| 6.                                                    | 21. март 2018.                                        | Квалификације за Европско првенство                   | Стадион Андрув, Оломоуц                               | Србија                                                | 2 : 0                                                 | Чешка                                                 |                                                       | [ 34 ]                                                |                                                       |
| 7.                                                    | 24. март 2018.                                        | Квалификације за Европско првенство                   | Стадион СЦ Простејов, Простјејов                      | Србија                                                | 3 : 0                                                 | Украјина                                              |                                                       | [ 36 ]                                                |                                                       |
| 8.                                                    | 27. март 2018.                                        | Квалификације за Европско првенство                   | Стадион СЦ Простејов, Простјејов                      | Шпанија                                               | 1 : 1                                                 | Србија                                                |                                                       | [ 37 ]                                                |                                                       |
| 9.                                                    | 5. мај 2018.                                          | Европско првенство                                    | Стадион Бартон Албиона, Бартон апон Трент             | Србија                                                | 0 : 1                                                 | Шпанија                                               |                                                       | [ 38 ]                                                |                                                       |
| 10.                                                   | 8. мај 2018.                                          | Европско првенство                                    | Стадион у Лоубороу                                    | Србија                                                | 0 : 3                                                 | Немачка                                               |                                                       | [ 39 ]                                                |                                                       |
| 11.                                                   | 11. мај 2018.                                         | Европско првенство                                    | Стадион у Лоубороу                                    | Холандија                                             | 2 : 0                                                 | Србија                                                |                                                       | [ 40 ]                                                |                                                       |
| 11                                                    | Укупан број утакмица и постигнутих погодака           | Укупан број утакмица и постигнутих погодака           | Укупан број утакмица и постигнутих погодака           | Укупан број утакмица и постигнутих погодака           | Укупан број утакмица и постигнутих погодака           | Укупан број утакмица и постигнутих погодака           | 1                                                     |                                                       |                                                       |

| Репрезентација Србије у узрасту до 18 година старости | Репрезентација Србије у узрасту до 18 година старости | Репрезентација Србије у узрасту до 18 година старости | Репрезентација Србије у узрасту до 18 година старости | Репрезентација Србије у узрасту до 18 година старости | Репрезентација Србије у узрасту до 18 година старости | Репрезентација Србије у узрасту до 18 година старости | Репрезентација Србије у узрасту до 18 година старости | Репрезентација Србије у узрасту до 18 година старости | Репрезентација Србије у узрасту до 18 година старости |
| #                                                     | Датум                                                 | Такмичење                                             | Локација                                              | Домаћин                                               | Резултат                                              | Гост                                                  | Гол                                                   | Реф.                                                  |                                                       |
| ----------------------------------------------------- | ----------------------------------------------------- | ----------------------------------------------------- | ----------------------------------------------------- | ----------------------------------------------------- | ----------------------------------------------------- | ----------------------------------------------------- | ----------------------------------------------------- | ----------------------------------------------------- | ----------------------------------------------------- |
| 1.                                                    | 6. фебруар 2019.                                      | Турнир Грaн Кaнaријa                                  | Маспаломас, Гран Канарија                             | Јапан                                                 | 6 : 0                                                 | Србија                                                | [ 41 ]                                                |                                                       |                                                       |
| 2.                                                    | 18. април 2019.                                       | Пријатељска утакмица                                  | Тренинг центар ФС БиХ, Зеница                         | Босна и Херцеговина                                   | 1 : 2                                                 | Србија                                                | [ 42 ]                                                |                                                       |                                                       |
| 3.                                                    | 13. јун 2019.                                         | Пријатељска утакмица                                  | Национални фудбалски центар Брдо, Брдо код Крања      | Словенија                                             | 0 : 0                                                 | Србија                                                | [ 43 ]                                                |                                                       |                                                       |
| 3                                                     | Укупан број утакмица и постигнутих погодака           | Укупан број утакмица и постигнутих погодака           | Укупан број утакмица и постигнутих погодака           | Укупан број утакмица и постигнутих погодака           | Укупан број утакмица и постигнутих погодака           | Укупан број утакмица и постигнутих погодака           |                                                       |                                                       |                                                       |

| Репрезентација Србије у узрасту до 19 година старости | Репрезентација Србије у узрасту до 19 година старости | Репрезентација Србије у узрасту до 19 година старости | Репрезентација Србије у узрасту до 19 година старости | Репрезентација Србије у узрасту до 19 година старости | Репрезентација Србије у узрасту до 19 година старости | Репрезентација Србије у узрасту до 19 година старости | Репрезентација Србије у узрасту до 19 година старости | Репрезентација Србије у узрасту до 19 година старости | Репрезентација Србије у узрасту до 19 година старости |
| #                                                     | Датум                                                 | Такмичење                                             | Локација                                              | Домаћин                                               | Резултат                                              | Гост                                                  | Гол                                                   | Реф.                                                  |                                                       |
| ----------------------------------------------------- | ----------------------------------------------------- | ----------------------------------------------------- | ----------------------------------------------------- | ----------------------------------------------------- | ----------------------------------------------------- | ----------------------------------------------------- | ----------------------------------------------------- | ----------------------------------------------------- | ----------------------------------------------------- |
| 1.                                                    | 6. септембар 2019.                                    | Меморијални турнир „Стеван Вилотић Ћеле”              | Градски стадион, Суботица                             | Србија                                                | 3 : 0                                                 | Израел                                                |                                                       | [ 44 ]                                                |                                                       |
| 2.                                                    | 8. септембар 2019.                                    | Меморијални турнир „Стеван Вилотић Ћеле”              | Градски стадион, Сента                                | Србија                                                | 3 : 3                                                 | Мађарска                                              |                                                       | [ 45 ]                                                |                                                       |
| 3.                                                    | 10. септембар 2019.                                   | Меморијални турнир „Стеван Вилотић Ћеле”              | Градски стадион, Суботица                             | Србија                                                | 2 : 0                                                 | Црна Гора                                             |                                                       | [ 46 ]                                                |                                                       |
| 4.                                                    | 8. октобар 2019.                                      | Квалификације за Европско првенство                   | Стадион Чукаричког, Баново брдо                       | Румунија                                              | 1 : 1                                                 | Србија                                                |                                                       | [ 47 ]                                                |                                                       |
| 5.                                                    | 11. октобар 2019.                                     | Квалификације за Европско првенство                   | Стадион у Горњој Вароши, Земун                        | Србија                                                | 8 : 0                                                 | Литванија                                             | Гол                                                   | [ 48 ]                                                |                                                       |
| 6.                                                    | 14. октобар 2019.                                     | Квалификације за Европско првенство                   | Кућа фудбала, Стара Пазова                            | Србија                                                | 0 : 4                                                 | Шпанија                                               |                                                       | [ 49 ]                                                |                                                       |
| 7.                                                    | 10. март 2020.                                        | Пријатељска утакмица                                  | Кућа фудбала, Стара Пазова                            | Србија                                                | 3 : 0                                                 | Бугарска                                              |                                                       | [ 50 ]                                                |                                                       |
| 7                                                     | Укупан број утакмица и постигнутих погодака           | Укупан број утакмица и постигнутих погодака           | Укупан број утакмица и постигнутих погодака           | Укупан број утакмица и постигнутих погодака           | Укупан број утакмица и постигнутих погодака           | Укупан број утакмица и постигнутих погодака           | 1                                                     |                                                       |                                                       |

| Репрезентација Србије у узрасту до 20 година старости | Репрезентација Србије у узрасту до 20 година старости | Репрезентација Србије у узрасту до 20 година старости | Репрезентација Србије у узрасту до 20 година старости | Репрезентација Србије у узрасту до 20 година старости | Репрезентација Србије у узрасту до 20 година старости | Репрезентација Србије у узрасту до 20 година старости | Репрезентација Србије у узрасту до 20 година старости | Репрезентација Србије у узрасту до 20 година старости | Репрезентација Србије у узрасту до 20 година старости |
| #                                                     | Датум                                                 | Такмичење                                             | Локација                                              | Домаћин                                               | Резултат                                              | Гост                                                  | Гол                                                   | Реф.                                                  |                                                       |
| ----------------------------------------------------- | ----------------------------------------------------- | ----------------------------------------------------- | ----------------------------------------------------- | ----------------------------------------------------- | ----------------------------------------------------- | ----------------------------------------------------- | ----------------------------------------------------- | ----------------------------------------------------- | ----------------------------------------------------- |
| 1.                                                    | 6. септембар 2021.                                    | Пријатељска утакмица                                  | Стадион Теофило Патини, Кастел ди Сангро              | Италија                                               | 0 : 1                                                 | Србија                                                |                                                       | [ 51 ]                                                |                                                       |
| 1                                                     | Укупан број утакмица и постигнутих погодака           | Укупан број утакмица и постигнутих погодака           | Укупан број утакмица и постигнутих погодака           | Укупан број утакмица и постигнутих погодака           | Укупан број утакмица и постигнутих погодака           | Укупан број утакмица и постигнутих погодака           | 0                                                     |                                                       |                                                       |

| Репрезентација Србије у узрасту до 21 године старости | Репрезентација Србије у узрасту до 21 године старости | Репрезентација Србије у узрасту до 21 године старости | Репрезентација Србије у узрасту до 21 године старости | Репрезентација Србије у узрасту до 21 године старости | Репрезентација Србије у узрасту до 21 године старости | Репрезентација Србије у узрасту до 21 године старости | Репрезентација Србије у узрасту до 21 године старости | Репрезентација Србије у узрасту до 21 године старости | Репрезентација Србије у узрасту до 21 године старости |
| #                                                     | Датум                                                 | Такмичење                                             | Локација                                              | Домаћин                                               | Резултат                                              | Гост                                                  | Гол                                                   | Реф.                                                  |                                                       |
| ----------------------------------------------------- | ----------------------------------------------------- | ----------------------------------------------------- | ----------------------------------------------------- | ----------------------------------------------------- | ----------------------------------------------------- | ----------------------------------------------------- | ----------------------------------------------------- | ----------------------------------------------------- | ----------------------------------------------------- |
| 1.                                                    | 9. октобар 2020.                                      | Квалификације за Европско првенство                   | Стадион Металца, Горњи Милановац                      | Србија                                                | 1 : 0                                                 | Пољска                                                |                                                       | [ 52 ]                                                |                                                       |
| 2.                                                    | 13. октобар 2020.                                     | Квалификације за Европско првенство                   | Парну Ранастадион, Парну                              | Естонија                                              | 0 : 0                                                 | Србија                                                |                                                       | [ 53 ]                                                |                                                       |
| 3.                                                    | 7. октобар 2021.                                      | Квалификације за Европско првенство                   | Фудбалска академија, Јереван                          | Јерменија                                             | 1 : 4                                                 | Србија                                                | Гол                                                   | [ 54 ]                                                |                                                       |
| 4.                                                    | 12. новембар 2021.                                    | Квалификације за Европско првенство                   | Стадион Карађорђе, Нови Сад                           | Србија                                                | 0 : 0                                                 | Фарска Острва                                         |                                                       | [ 55 ]                                                |                                                       |
| 5.                                                    | 16. новембар 2021.                                    | Квалификације за Европско првенство                   | Арена Лавов, Лавов                                    | Украјина                                              | 2 : 1                                                 | Србија                                                |                                                       | [ 56 ]                                                |                                                       |
| 6.                                                    | 24. март 2022.                                        | Квалификације за Европско првенство                   | Стадион Тржни центар, Вождовац                        | Србија                                                | 2 : 1                                                 | Северна Македонија                                    |                                                       | [ 57 ]                                                |                                                       |
| 6                                                     | Укупан број утакмица и постигнутих погодака           | Укупан број утакмица и постигнутих погодака           | Укупан број утакмица и постигнутих погодака           | Укупан број утакмица и постигнутих погодака           | Укупан број утакмица и постигнутих погодака           | Укупан број утакмица и постигнутих погодака           | 1                                                     |                                                       |                                                       |

| Фудбалска репрезентација Србије | Фудбалска репрезентација Србије             | Фудбалска репрезентација Србије             | Фудбалска репрезентација Србије             | Фудбалска репрезентација Србије             | Фудбалска репрезентација Србије             | Фудбалска репрезентација Србије             | Фудбалска репрезентација Србије             | Фудбалска репрезентација Србије | Фудбалска репрезентација Србије |
| #                               | Датум                                       | Такмичење                                   | Локација                                    | Домаћин                                     | Резултат                                    | Гост                                        | Мин.                                        | Гол                             | Реф.                            |
| ------------------------------- | ------------------------------------------- | ------------------------------------------- | ------------------------------------------- | ------------------------------------------- | ------------------------------------------- | ------------------------------------------- | ------------------------------------------- | ------------------------------- | ------------------------------- |
| 1.                              | 2. јун 2022.                                | Лига нација                                 | Стадион Рајко Митић, Београд                | Србија                                      | 0 : 1                                       | Норвешка                                    |                                             | [ 58 ]                          |                                 |
| 2.                              | 19. новембар 2022.                          | Пријатељска утакмица                        | Стадион Мухарак, Арад                       | Бахреин                                     | 1 : 5                                       | Србија                                      |                                             | [ 59 ]                          |                                 |
| 3.                              | 24. март 2023.                              | Квалификације за Европско првенство         | Стадион Рајко Митић, Београд                | Србија                                      | 2 : 0                                       | Литванија                                   |                                             | [ 60 ]                          |                                 |
| 4.                              | 27. март 2023.                              | Квалификације за Европско првенство         | Стадион под Горицом, Подгорица              | Црна Гора                                   | 0 : 2                                       | Србија                                      |                                             | [ 61 ]                          |                                 |
| 5.                              | 16. јун 2023.                               | Пријатељска утакмица                        | Стадион Франц Хор, Беч                      | Србија                                      | 3 : 2                                       | Јордан                                      | Гол                                         | [ 62 ]                          |                                 |
| 5                               | Укупан број утакмица и постигнутих погодака | Укупан број утакмица и постигнутих погодака | Укупан број утакмица и постигнутих погодака | Укупан број утакмица и постигнутих погодака | Укупан број утакмица и постигнутих погодака | Укупан број утакмица и постигнутих погодака | Укупан број утакмица и постигнутих погодака | [ 63 ]                          |                                 |

## Трофеји и награде
Црвена звезда
- Суперлига Србије (3): 2020/21,[64] 2021/22,[65] 2022/23.[66]
- Куп Србије (3): 2020/21,[67] 2021/22,[68] 2022/23.[69]

## Збирни извори
1. ↑  [1][2][3]
2. ↑  [6][7][8]